# Fritz Rémond Theater
Das Fritz Rémond Theater war ein kleines Privattheater in Frankfurt am Main. Es hatte seinen Sitz im Zoogesellschaftshaus auf dem Gelände des Frankfurter Zoos, nach dem es auch als „Fritz Rémond Theater im Zoo“ bezeichnet wurde.

## Geschichte
Am 4. Januar 1947 gründete der aus Köln stammende Schauspieler und Regisseur Fritz Rémond (1902–1976) auf Anregung des Zoodirektors Bernhard Grzimek im Zoogesellschaftshaus das „Kleine Theater im Zoo“. Zweck der Zusammenarbeit zwischen Theater und Zoo war nach Aussage des Theaters das Bestreben, wechselseitig eine große Menge an Besuchern anzuziehen.
Als eines der ersten Theater nach dem Krieg gegründet, versuchte das „Kleine Theater im Zoo“ zunächst dem Nachholbedarf der zeitgenössischen Dramatik zu entsprechen und inszenierte Stücke, die in der NS-Zeit unterdrückt oder verboten worden waren. Als Eröffnungsvorstellung wurde Strindbergs Stück Rausch gegeben. Werke von Carl Zuckmayer, W. Somerset Maugham, und George Bernhard Shaw standen ebenso auf dem Programm wie Arbeiten von Jean Anouilh, Arthur Schnitzler, Gerhart Hauptmann oder Henrik Johan Ibsen.
Dem Theaterdirektor Rémond gelang es immer wieder, prominente Schauspieler an sein kleines Theater zu holen, darunter Curd Jürgens, Karlheinz Böhm, Martin Held, Inge Meysel und Heinz Rühmann. Hans-Joachim „Kuli“ Kulenkampff und Boy Gobert begannen hier ihre Bühnenkarriere.
1976 starb Fritz Rémond. Anlässlich seines Todes wurde das Haus in „Fritz-Rémond-Theater“ umbenannt. Lothar Baumgarten, ein langjähriger Weggefährte und Bühnenbildner Rémonds, übernahm die Leitung des Hauses. Sein Sohn Egon Baumgarten übernahm das Haus dann 1985.
1995 drohte dem inzwischen hoch verschuldeten Theater die Schließung. Einem Aufruf der Stadt Frankfurt folgend übernahm daraufhin der Leiter des Frankfurter Theaters „Die Komödie“, Claus Helmer, das Haus.
Anfang des Jahres 2017 feierte das Fritz-Rémond-Theater (das „Kleine Theater im Zoo“) sein 70-jähriges Bestehen. Mit seit Jahren über 60.000 Zuschauern in mehr als 250 Vorstellungen war das Haus gut ausgelastet. In den rund fünf Produktionen im Jahr wurden sowohl klassische als auch zeitgenössische Werke dem Publikum präsentiert. Auf dem Programm standen sowohl Komödien sowie auch ernste Dramen.
Im März 2023 kündigte Intendant Claus Helmer an, das Theater aus gesundheitlichen Gründen zu schließen. Die letzte Vorstellung fand am 21. Mai 2023 statt. Am 3. September 2023 verstarb Claus Helmer.